# Emil Hallberg
Hans Emil Hallberg, född 9 oktober 1856 i Vellinge församling i dåvarande Malmöhus län, död 30 januari 1944 i Gustav Vasa församling i Stockholm, var en svensk präst och författare.
Hallberg tog en teoretisk teologisk examen vid Lunds universitet 1884, blev kyrkoherde i nybildade Gustav Vasa församling i Stockholm 1906 och extraordinarie hovpredikant 1909, samt teologie hedersdoktor i Uppsala 1917. Hallberg gjorde sig känd som en vidsynt och tolerant kyrkoman med starka sociala och kulturella intressen och gjorde betydande intressen och har gjort betydande insatser i Stockholms kyrkliga liv. Hallberg har bland annat utgett De bortgångnas minne (1901, 1906 och 1912), Stockholmspräster (1925) och Minnen från gamla skånska prästhem (1924). Han var far till Ruth Hallberg, de är gravsatta i Gustav Vasa kyrkas kolumbarium i Stockholm.